# Florânia
Florânia là một đô thị thuộc bang Rio Grande do Norte, Brasil. Đô thị này có diện tích 504,022 km², dân số năm 2007 là 8930 người, mật độ 17,7 người/km².